# Nya världens möss
Nya världens möss är en djurgrupp inom familjen hamsterartade gnagare (Cricetidae) och vars arter förekommer i Amerika. Djurgruppen omfattar tre underfamiljer men det är oklart om de utgör en monofyletisk grupp, alltså om de utvecklades från samma stamfader. Därför är de orankade i systematiken och de har inte heller tilldelats ett vetenskapligt namn. Trots att gruppen kallas för Nya världens möss liknar inte alla av de cirka 500 arterna Gamla världens möss eller råttor.

## Utseende och anatomi
Nya världens möss är anpassade till flera olika ekologiska nischer varför det förekommer ett flertal olika kroppsformer. Några arter liknar gamla världens möss och råttor men det finns även arter som påminner om sorkar, mullvadar, ökenråttor eller näbbmöss. Kroppslängden, mätt från nosens spets till svansroten, varierar mellan 5 och 35 centimeter och vikten ligger mellan 6 och 450 gram. Till de största medlemmarna räknas bland annat släktet jättevattenråttor (Kunsia) och till de minsta släktet pygmémöss (Baiomys). Pälsens färg varierar men de flesta arterna har en brun, grå eller svart grundfärg. Ofta är undersidan och extremiteterna ljusare. De tre underfamiljerna skiljer sig i penisens morfologi.
Tandformeln för nästan alla arter är I 1/1 C 0/0 P 0/0 M 3/3, alltså 16 tänder. Bara hos släktet Neusticomys finns endast två molarer i varje käkhalva, alltså 12 tänder sammanräknade.

## Utbredning och habitat
Djurgruppen förekommer i hela Amerika och utbredningsområdet sträcker sig från Alaska och norra Kanada till Eldslandet. Nya världens möss lever i nästan alla biotoper på kontinenten, till exempel i tempererade skogar, på stäpper, i tropiska regnskogar och bergstrakter upp till 5 000 meter över havet. En del arter är kulturföljare och lever i jordbruksbyggd.

## Ekologi

### Allmänt
Arternas ekologi skiljer sig åt och det finns nästan inget typisk ekologiskt drag som går igen hos alla arter. De flesta vistas på marken, flera klättrar dessutom i träd eller annan vegetation och några lever nästan hela livet i träd. Vissa arter är anpassade till ett underjordiskt liv och ett fåtal vistas längre tider i vatten. Beroende på art är de aktiva på dagen eller på natten. Nya världens möss går inte i vinterdvala men flera arter kan falla i ett stelt tillstånd, så kallad torpor.

### Föda
Många arter inom djurgruppen är växtätare och livnär sig på bland annat gräs, frön, frukter, rötter och svampar. Dessutom förekommer allätare som blandar den vegetariska kosten med insekter, spindeldjur, andra ryggradslösa djur samt små ryggradsdjur och fågelägg. Några medlemmar, som släktet Onychomys samt tribuset Ichthyomyini, där bland annat vattenmöss och fiskråttor ingår, är anpassade till animalisk föda, som är rätt ovanligt för gnagare.

### Fortplantning
Nya världens möss kännetecknas generellt av hög fruktbarhet och snabb förökning. I varma regioner sträcker sig parningstiden allmänt över hela året och honor har där flera kullar per år. Dräktigheten varar oftast 20 till 40 dagar och en typisk kull har två till fem ungar, i sällsynta fall upp till tio. Ungarna av de flesta arter föds nakna och blinda men de har en snabb utveckling. De öppnar ögonen vanligen efter en till två veckor och dias två till fyra veckor. Individerna blir efter en till fyra månader könsmogna.
Livslängden är allmänt kort. På grund av flera fiender som rovdjur, ormar, rovfåglar och ugglor blir vilda individer sällan äldre än ett år. I fångenskap nåddes i vissa fall en ålder på fem år.

## Nya världens möss och människor

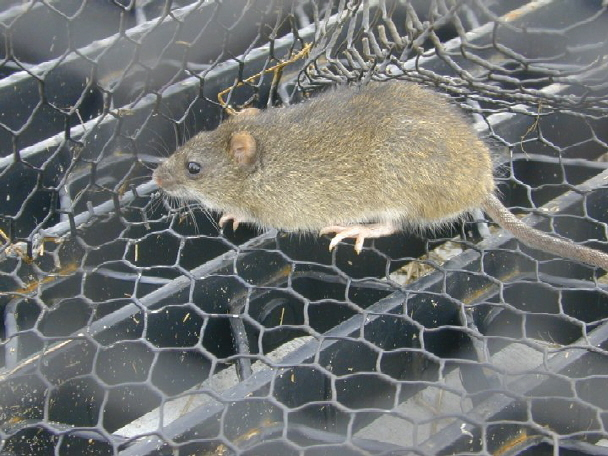
Risråttor, här arten Oryzomys palustris, kan ansamlas i stora antal.

Några medlemmar som bomullsråttor, risråttor eller rörmöss är som kulturföljare anpassade till människan och vistas på jordbruksmark, i trädgårdar eller i risodlingar. De räknas ibland som skadedjur. Andra arter bär farliga virussjukdomar som hantaanvirus.
Flera arter utgör de vanligaste däggdjuren i sitt utbredningsområde men några arter är hotade i beståndet. Oftast är arter som lever endemiska på små öar hotade. Några av dessa är redan utdöda, till exempel jätterisråttor (Megalomys), Neotoma bunkeri som förekom på den mexikanska ögruppen Islas Coronado och Megaoryzomys curioi som levde på Galápagosöarna. I de flesta fall dog de ut på grund av introducerade arter som indisk mungo (Herpestes edwardsii), tamkatt eller råttor.

## Systematik
Nya världens möss bildar tillsammans med sorkar (Arvicolinae) och hamstrar (Cricetinae) familjen hamsterartade gnagare (Cricetidae). Släktskapet till underfamiljen möss (Murinae), som i gamla världen upptar samma ekologiska nischer, är däremot mer avlägset.
Traditionellt räknades alla nya världens möss till underfamiljen Sigmodontinae. Uppdelningen i tre underfamiljer beror på skillnader i penisens och bakfötternas konstruktion, dessutom stödjas indelningen av molekylärgenetiska undersökningar. Om nya världens möss utgör en monofyletisk grupp är omstridd. Undersökningar av Jansa und Weksler (2004) tyder på att underfamiljen Sigmodontinae är närmare släkt med sorkar än med de andra hamsterartade gnagare från nya världen. Likheterna är däremot bara svagt utvecklade och det molekylära resultatet är inte entydigt. Studien visade att familjens fem underfamiljer skilde sig ungefär samtidig från varandra.
Djurgruppen delas upp i tre underfamiljer, 12 tribus och 84 släkten. De tre underfamiljerna är: Neotominae med cirka 125 arter som förekommer i Nord- och Centralamerika, Tylomyinae med 10 trädlevande arter som förekommer i Centralamerika, och Sigmodontinae där merparten förekommer i Sydamerika men även i Central- och Nordamerika, och som med sina cirka 375 arter är den största underfamiljen.

### Klassifikation
- Underfamilj Tylomyinae
  - Otonyctomys
  - Nyctomys
  - Tylomys
  - Ototylomys
- Underfamilj Neotominae
  - Tribus Baiomyini
    - Baiomys
    - Scotinomys

  - Tribus Neotomini
    - Neotoma
    - Xenomys
    - Hodomys
    - Nelsonia

  - Tribus Ochrotomyini
    - Ochrotomys

  - Tribus Reithrodontomyini
    - Peromyscus
    - Reithrodontomys
    - Onychomys
    - Neotomodon
    - Podomys
    - Isthmomys
    - Megadontomys
    - Habromys
    - Osgoodomys
- Underfamilj Sigmodontinae
  - Rhagomys incertae sedis
  - Tribus Oryzomyini
    - Oryzomys
    - Nesoryzomys
    - Melanomys
    - Sigmodontomys
    - Nectomys
    - Amphinectomys
    - Oligoryzomys
    - Neacomys
    - Zygodontomys
    - Lundomys
    - Holochilus
    - Pseudoryzomys
    - Microakodontomys
    - Oecomys
    - Microryzomys
    - Scolomys

  - Tribus Thomasomyini
    - Chilomys
    - Abrawayaomys
    - Delomys
    - Thomasomys
    - Wilfredomys
    - Aepomys
    - Phaenomys
    - Rhipidomys

  - Tribus Wiedomyini
    - Wiedomys

  - Tribus Akodontini
    - Akodon
    - Bibimys
    - Bolomys
    - Podoxymys
    - Thalpomys
    - Abrothrix
    - Chroeomys
    - Chelemys
    - Notiomys
    - Pearsonomys
    - Geoxus
    - Blarinomys
    - Juscelinomys
    - Oxymycterus
    - Lenoxus
    - Brucepattersonius
    - Scapteromys
    - Kunsia
    - Bibimys

  - Tribus Phyllotini
    - Calomys
    - Eligmodontia
    - Andalgalomys
    - Graomys
    - Salinomys
    - Phyllotis
    - Loxodontomys
    - Auliscomys
    - Galenomys
    - Chinchillula
    - Punomys
    - Andinomys
    - Irenomys
    - Euneomys
    - Neotomys
    - Reithrodon

  - Tribus Sigmodontini
    - Sigmodon

  - Tribus Ichthyomyini
    - Neusticomys
    - Rheomys
    - Anotomys
    - Chibchanomys
    - Ichthyomys